# Socha svatého Josefa Pěstouna (Zlaté Hory)
Sloup se sochou svatého Josefa Pěstouna je barokní socha na náměstí Svobody ve Zlatých Horách v okrese Jeseník. Sloup byl zapsán do seznamu kulturních památek ČR před rokem 1988. a je součástí městské památkové zóny Zlatých Hor.

## Historie
Před radnicí v centrální části náměstí Svobody ve Zlatých Horách stojí barokní socha svatého Josefa Pěstouna. Plastika je dokladem kvalitní sochařské práce slezské provenience a je výrazným urbanistickým prvkem náměstí. Socha svatého Josefa Pěstouna byla slavnostně osazena 25. října 1731 z podnětu starosty J. G. Wietze. V průběhu let byla prováděna její obnova a to v roce 1851 a 1999. V roce 2011 akademický sochař Jakub Gajda provedl celkové restaurování sochy. Náklady byly hrazeny z padesáti procent Krajským úřadem Olomouckého kraje. 

## Popis
Socha je vytesána z hrubozrnného (božanovského) pískovce. Na kamenném stupni s obrubníky je hranolovitý několikastupňový podstavec zdobený volutami zakončený profilovanou římsou. Na římse je nízký podstavec s bočními volutami. Na obláčcích s okřídlenou hlavičkou anděla stojí svatý Josef v kontrapostu na pravé ruce drží Ježíška, který jej hravě chytá za vousy. Levou rukou přidržuje plášť a zlatou lilii. Hlavu naklání k Ježíškovi. Na soklu v čelní a zadní straně ve vpadlině jsou nápisy v podobě chronogramu. Socha je ohrazena ohrádkou s kamennými sloupky a kovovou mřížkou.
Chronogram:
- Přední strana: SANCTO IOSEPO VIRO IVSTO FIDO IESV NVTRITIO CASTO MARIA SPONSO PIETATIS ERGO POSITA die 25.oct. 1731

- Zadní strana:AD TE S IOSEPHE PIE SVSPIRAMVS EIA PIVS SVCCVRRE NOBIS FF IAH PZ

vysvětlení zkratek:
- FF – Fieri Fecit (Bylo zhotoveno)
- IAH – Iosepho Ad Honorem (Josefovi k úctě)
- PZ – Populí Zuckmantelu (lidem Zucckmantlu ⇒ Zlatých Hor)